# Peter Burian (Historiker)
Peter Burian (geboren am 7. August 1931 in Witkowitz, Mährisch-Ostrau) ist ein deutscher Historiker. Er war Professor für mittlere und neuere Geschichte an der Universität zu Köln.
Der katholische Sohn des Diplom-Ingenieurs Walter Burian und seiner Frau Felicitas geb. Arnold studierte nach dem Besuch des Gymnasiums an den Universitäten Köln und Tübingen. Burian wurde 1960 an der Universität zu Köln zum Dr. phil. promoviert. Thema seiner Arbeit war der Nationalitätenkonflikt in Cisleithanien am Beispiel der Wahlrechtsreform im Zuge der Märzrevolution. Anschließend war er von 1961 bis 1965 wissenschaftlicher Mitarbeiter am Herder-Institut (Marburg) und daraufhin wissenschaftlicher Assistent an der Universität zu Köln, wo er zum Forschungsmitarbeiterstab Theodor Schieders gehörte. 1973 wurde Burian Privatdozent, 1976 außerplanmäßiger und 1980 ordentlicher Professor in Köln.
Seit 1970 ist er Mitglied der Historischen Kommission für die böhmischen Länder. Sein Forschungsinteresse ist geprägt vom Gebiet seiner Dissertation, den Nationalitäten der Habsburgermonarchie, und weitete sich auf Ostmitteleuropa auch in der Zwischenkriegszeit aus.

## Schriften (Auswahl)
Ein Großteil der vor allem unselbstständigen Schriften Burians ist in den Datenbanken des Marburger Herder-Instituts erfasst. Neben vielen Aufsätzen veröffentlichte Burian auch Lexikonartikel, etwa für die Neue Deutsche Biographie.
- Die Nationalitäten in „Cisleithanien“ und das Wahlrecht der Märzrevolution 1848/49. Zur Problematik des Parlamentarismus im alten Österreich (= Veröffentlichungen der Arbeitsgemeinschaft Ost. Band 2). Böhlau, Graz, Wien, Köln 1962 (zugleich Dissertation, Universität Köln, 1960) (Volltextsuche, Rezensionen von Helmut Slapnicka und Józef Chlebowczyk).
- Karl Bosl (Hrsg.): Aktuelle Forschungsprobleme um die Erste Tschechoslowakische Republik. Unter Mitarbeit von Peter Burian. Oldenbourg, München u. a. 1969.
- Theodor Schieder (Hrsg.): Sozialstruktur und Organisation europäischer Nationalbewegungen (= Studien zur Geschichte des neunzehnten Jahrhunderts. Band 3). Unter Mitarbeit von Peter Burian. Oldenbourg, München u. a. 1971, ISBN 3-486-47261-5.